# Andy Breckman
Andy Breckman (Andrew Breckman de son vrai nom), né le 3 mars 1955 à Philadelphie en Pennsylvanie (États-Unis) est un producteur, scénariste, chanteur de folk américain et personnalité de la radio américaine. Il est connu principalement pour avoir créé, écrit et pour être le producteur exécutif de la série télévisée Monk.

## Biographie

### Enfance et formation
Il suit une formation scolaire au lycée d’Haddonfield Memorial. Il n’y prend pas grand intérêt et préfère se rendre au cinéma.
Enfant, il commence à lire les romans policiers de Arthur Conan Doyle et John D. MacDonald, et est un grand fan de la série télévisée Columbo. Après de brèves études à l’université de Boston, il se lance dans une carrière de chanteur folk satirique et part pour New York. Comme Randy Newman, Loudon Wainwright et Andy Breckman, il utilise l'humour pour faire passer ses messages. Ses références musicales sont principalement des artistes de la période des années 1960 et 1970 comme Bob Dylan, James Taylor, les Beatles et bien d’autres. Quant à ce qui concerne son univers comique, l’ancien étudiant en comédie tire ses influences de personnages comme Woody Allen, Mel Brooks, Albert Brooks et James L. Brooks.
C’est sa notoriété de chanteur de folk comique qui l’amène à travailler pour le cinéma. Il se fait remarquer en faisant les premières parties des concerts de Don MacLean et finit par écrire des chansons et quelques sketches pour Hot Hero Sandwich. Ce qui plus tard attirera l’attention du Late Night with David Letterman pour qui il travaillera jusqu'en 1984.
Son frère, David Breckman, l’a déjà assisté dans différents rôles de production, de scénariste et de réalisateur sur la série télévisée Monk.

### Carrière
Andy Breckman commence sa carrière chez NBC à écrire des chansons humoristiques pour l'émission Hot Hero Sandwich. Ce premier poste lui ouvre la porte du Late Night with David Letterman en 1982 et jusqu'en 1984. Il participe également à l’écriture de certains sketches sur le Saturday Night Live (principalement de 1981 à 1987 et continue encore à y écrire jusque 1996), dont les plus célèbres restent « White Like Me » (qu’il écrit et réalise) dans lequel Eddie Murphy passe une journée entière grimé en blanc et « Japanese Game Show » avec Chris Farley et Mike Myers.
À partir de 1988, il écrit pour le cinéma, ce qu’il fera jusqu'en 1996. Pendant cette période il n’écrit que pour le grand écran. Il y écrit pour des films tels que Double identité, L’Amour en équation ou Sergent Bilko. Après Sergent Bilko, Breckman abandonne le cinéma pour revenir à l’écriture sur le Saturday Night Live et pour la télévision. Il écrit le téléfilm Tourist Trap en 1998, et se met à travailler pour « TV Funhouse » de 2000 à 2001.
Il reprend l’écriture pour le cinéma en 2001 avec La Course folle (Rat race), réalisée par Jerry Zucker. Bien qu’il n’ait pas écrit pour d’autres comédies depuis, Breckman est parfois sollicité afin d’injecter de l’humour dans les scénarios d’autres scénaristes. Il collabore à d’autres projets de commande comme le discours de la 75e cérémonie des Oscars animée par Steve Martin.
Puis il se consacre à l’élaboration de la série télévisée Monk qui le consacre en tant que créateur, scénariste et producteur de la série. L’idée de mettre en scène un détective free lance du département de police de San Francisco souffrant de graves troubles obsessionnels compulsifs (TOC) venait de David Hoberman avec qui Breckman a cofondé la série et qui est aussi le producteur exécutif de Monk.
Breckman avoue dans une interview n’avoir jamais travaillé sur une série télévisée auparavant, c’est en parfait novice que lui et ses coéquipiers se sont lancés dans cette entreprise. Ce fait leur a permis une grande liberté, puisqu’ils ignoraient les règles du genre. Dans une interview donnée au New Jersey Monthly (en), Breckman reconnaît s’être inspiré de nombreux ouvrages de littérature policière dont il a toujours été friand depuis l’adolescence comme les œuvres d’Arthur Conan Doyle et de John D. Macdonald.
Breckman s’est donc inspiré du couple Sherlock Holmes/ Dr Watson pour créer la relation de complicité qu’entretiennent Adrian Monk et son assistante, Sharona Fleming puis Natalie Teeger. Mais le personnage d’Adrian fait également référence à Columbo (dont il est très fan), à l’inspecteur Clouseau de La Panthère rose de Blake Edwards et enfin l’obsession de la propreté de Monk est un hommage rendu à Hercule Poirot.
Breckman a également écrit une série retraçant l’enfance de Monk et développe actuellement une suite à la série télévisée : Oncle Nigel.
Breckman est aussi un animateur radio hebdomadaire sur le « Seven Second Delay » qu’il coanime à Jersey City avec Ken Freedman tous les mercredis à six heures depuis 1992 (Freedman est arrivé quelques années plus tard). Depuis 2009, la radio émet depuis l’Upright Citizens Brigade Theater, à Manhattan.
Fin 2023, il sort le film Mr. Monk’s Last Case qu'il a écrit et produit, et affirme souhaiter poursuivre la production de Monk.

## Vie privée
Il épouse Mary en 1980, qu’il a rencontré à 21 ans dans un club new-yorkais où il donnait un concert. Ensemble, ils ont eu trois enfants (Joshua, Rachel et Julie). Ils se séparent en 2003.
Il a ensuite une seconde épouse à partir de 2004, la productrice de documentaires Beth Landau. Ils ont deux enfants, Molly et Evan. Andy Breckman rend hommage à sa seconde épouse en attribuant le nom "Beth Landow" à une victime de meurtre dans le premier épisode de la deuxième saison de Monk (M. Monk retourne à l’école, 2003), ainsi qu'à ses 2 derniers enfants, en attribuant le nom de "Molly Evan's" à la fille cachée de Trudy Monk dans le 16e et dernier épisode de la 8e saison (Monk s'en va, Partie 2 ).

## Anecdotes
- À la suite d'un pari fait avec Ken Freedman, avec qui il anime le Seven Second Delay, Andy Breckman s’est fait faire un tatouage sur la cheville. Il s’agit d’un signe chinois représentant en partie la traduction de « Take Out ».
- Alors qu’il animait son émission Seven Second Delay, Breckman n’a pas reconnu la voix de sa propre femme qui l’appelait en direct.

## Discographie
- Don’t get killed, 1990
- Proud Dad, 1994
- Deaf-Defying Radio Stunts, 1998 (extraits des émissions de Seven Second Delay)

## Filmographie

### Scénariste
- 1979 : Hot Hero Sandwich (TV)
- 1984 : The Joe Piscopo Special (TV)
- 1982 - 1984 : Late Night with David Letterman (TV) (49 épisodes)
- 1988 : Moving
- 1988 : Arthur 2 : Dans la dèche
- 1988 : Hot to trot (en)
- 1991 : Saturday Night Live : Le Meilleur de Robbin Williams
- 1991 : Double identité
- 1994 : L'Amour en équation
- 1996 : Sergent Bilko
- 1983 – 1996 : Saturday Night Live (76 épisodes)
- 1998 : Saturday Night Live : Le meilleur de Chris Farley (TV)
- 1998 : Saturday Night Live : Le meilleur de Phil Hartman (TV)
- 1998 : Des vacances mouvementées (Tourist Trap) (TV)
- 2000 – 2001 : TV Funhouse (TV) (7 épisodes)
- 2001 : La Course folle
- 2002 – 2009 : Monk (série télévisée) (125 épisodes)
- 2003 : 75e cérémonie des Oscars (TV)
- 2007 – 2008 : Esmeralda (ABC Entertainment)
- 2009 : Little Monk (série télévisée) (10 épisodes)
- 2010 : Oncle Nigel (série télévisée) (En développement)
- 2023 : Monk, le retour (Film)

### Producteur
- 2000 - 2001 : TV Funhouse (TV) (8 épisodes)
- 2002 – 2009 : Monk (série télévisée) (122 épisodes)
- 2009 : Little Monk (6 épisodes)

### Créateur
- 2002 - 2009 : Monk (série télévisée)
- 2009 : Little Monk (série télévisée)
- 2010 : Oncle Nigel (série télévisée)

```
   2018: The Good cop (série télévisée)
```

### Réalisateur
- 1984 : Saturday Night Live (TV) (1 épisode)
- 1989 : Le meilleur d' Eddie Murphy: Saturday Night Live (TV) (Segment : "White like me")
- 1998 : Saturday Night Live: Le Meilleur d'Eddie Murphy (TV) (Segment : "White like me")
- 2009 : Saturday Night Live: Just Shorts (TV)

### Consultant
- 1984 - 1985 : How to be a man (Scénario)
- 2002 - 2003 : Night of Too Many Stars (Production)

### Acteur
- 1983 - 1985 : Saturday Night Live (9 épisodes)

```
 2002-2010: plusieurs caméos dans des épisodes de Monk (Monk prend l'avion, Monk va à New-York).
```